# Simulium tescorum
Simulium tescorum is een muggensoort uit de familie van de kriebelmuggen (Simuliidae). De wetenschappelijke naam van de soort is voor het eerst geldig gepubliceerd in 1965 door Stone and Boreham.